# スターゲイト (映画)
『スターゲイト』（英: Stargate）は、1994年に上映されたアメリカ合衆国のSF映画。また、『スターゲイトシリーズ』の一作目でもある。

## ストーリー
1928年、エジプトの遺跡から謎の文字が描かれた巨大な石輪が発見された。石輪はコロラド州のクリークマウンテンにあるアメリカ空軍施設に保管され、66年間に渡って研究が行われていた。研究チームのリーダーであるキャサリン博士は、突飛な学説を提唱し異端扱いされていた考古学者ダニエル・ジャクソンの才能を見出し、彼によりその謎は解かれた。その輪はどこか別の星にあるもう一つの輪と空間を超えて繋ぐ物体だった。
アメリカ空軍はその輪を「スターゲイト」と名付け、ゲイトの先を探索するための秘密部隊を編成した。部隊の責任者ジャック･オニール大佐と共に、古代言語読解能力を買われたダニエルもゲートの向こうへ旅立つ。
瞬時に見たことも無い遺跡の中に到着した彼らは、古代エジプトと同じような生活をする人々と出会う。ダニエルの調査により彼らはラーと呼ばれる古代エジプトの太陽神を名乗る生命体に支配され、はるか昔に地球から連れ去られた人々の末裔である事が判明する。
次第に打ち解けたオニール大佐一行は、ラーの支配からの解放を求める古代地球人の末裔とともにラーへの抵抗運動を開始する。

## 登場人物・キャスト
ジャック・オニール大佐
演：カート・ラッセル
アメリカ空軍大佐。妻セーラとの間にもうけた一人息子を拳銃の暴発事故で亡くした精神的なショックから除隊、自殺願望を抱いていた。しかし軍の要請により復帰。スターゲイト作戦の実質的な最高指揮官となる。
ダニエル・ジャクソン博士
演：ジェームズ・スペイダー
エジプト考古学・言語学者。1973年に実の両親を飛行機事故で亡くし里親に育てられる。16歳でUCLAの入学許可を得て、20歳で言語学と文献学、古代史学の三つの博士号を得る。11ヵ国語を理解する天才学者であったが、新しい学説を発表したことから伝統的な学会からは異端扱いされるようになった。これにより研究費を打ち切られ、アパートも追い出されたがキャサリン博士によって才能を見出され、スターゲイトの記号を解読しオニール大佐率いるチームの一員として旅に出る。
ラー
演：ジェイ・デヴィッドソン
紀元前8000年の超古代エジプトに現れた異星人。少年の身体に乗り移り“ラー”と名乗る。かつてスターゲイトを使って地球人を奴隷として異星へ運んでいた。
キャサリン・ラングフォード博士
演：ヴィヴェカ・リンドフォース
遺跡「スターゲイト」を発掘したポール・ラングフォード教授の娘。1928年の遺跡発掘時に父親に同行し、以降スターゲイトを研究するチームのリーダーとなる。演じたヴィヴェカは公開された翌年の1995年に死去。本作が最後の作品となった。
スカレ（スカーラ、スカラ）
演：アレクシス・クルス
カザフの息子。オニール大佐と親交を結ぶ。少年レジスタンスのリーダーとなり、オニール大佐らとともにラーに立ち向かう。テレビ版にも登場する。
シュリ（シャウリ、シャーレ）
演：ミリー・アヴィタル
カザフの娘でスカレの姉。原住民の指導者カザフから、ラーの使いと誤解されたジャクソン博士に対して、献上奴婢として差し出されたことからお互いに惹かれあう。地球へ戻る記号解読のヒントを与える遺跡を案内する。
カスフ（カザフ）
演：エリック・アヴァリ
異星（TV版ではアビドースと呼ばれる）の街ナガーダの最長老。ジャクソン博士らをラーの使いと誤解し、街で歓待する。当初はラーを畏れていたが、シュリやスカレに心を動かされ、街の人々とともにスカレらの抵抗運動に加勢する。テレビ版にも登場する。
アヌビス
演：カルロス・ロウチュ
ラーの臣下。
ホルス
演：ジャイモン・フンスー（ジャイモン名義）
ラーの臣下。
W・O・ウエスト将軍
演：レオン・リッピー
アメリカ空軍少将。クリーク山にあるスターゲイトを管理する軍施設の総指揮官。とはいえ実質的な指揮はオニール大佐に任せている。
チャールズ・コワルスキー中佐
演：ジョン・ディール
オニール大佐率いるスターゲイト探検隊の一員。隊の副官的存在。
ロイス・フェレッティ中佐
演：フレンチ・スチュワート
オニール大佐率いるスターゲイト探検隊の一員。軽口を叩く癖がある。

## スタッフ
- 製作総指揮：マリオ・カサール
- 製作：ジョエル・B・マイケルズ、オリバー・エバール、ディーン・デヴリン
- 監督：ローランド・エメリッヒ
- 脚本：ディーン・デヴリン、ローランド・エメリッヒ
- 撮影監督：カール・ウォルター・リンデンローブ
- 音楽：デヴィッド・アーノルド
- プロダクションデザイン：ホルガー・グロス
- 特殊視覚効果指揮：キット・ウエスト
- デジタル視覚効果：クライザー・ウォークザック・コンストラクション

## 製作
エメリッヒは、映画学校在籍中にこのアイディアを思いつき、その構想を長年温めていたが、1992年のメジャーデビュー作『ユニバーサル・ソルジャー』が評価されたことから、製作者のマリオ・カサールから信任を得て本作が制作されることになった。
ラー役のジェイ・デビッドソンはモデル出身だが、撮影にあたって乳首のピアスを外すのを拒否したのでテープを貼って隠した。また衣装も気に入らなかったらしく、撮影が終るとすぐに脱ぎ捨てて全裸で自身のトレーラーに乗り去るなど、何かと撮影クルーを悩ませたという。

## 日本語吹替
| 役名                           | 俳優                       | 日本語吹替                 | 日本語吹替                                        |
| 役名                           | 俳優                       | ソフト版                   | フジテレビ版                                      |
| ------------------------------ | -------------------------- | -------------------------- | ------------------------------------------------- |
| ジャック・オニール大佐         | カート・ラッセル           | 池田秀一                   | 江原正士                                          |
| ダニエル・ジャクソン博士       | ジェームズ・スペイダー     | 広中雅志                   | 宮本充                                            |
| ラー                           | ジェイ・デヴィッドソン     | 原語音声                   | 原語音声                                          |
| キャサリン・ラングフォード博士 | ヴィヴェカ・リンドフォース | 竹口安芸子                 | 京田尚子                                          |
| スカレ                         | アレクシス・クルス         | 原語音声                   | 原語音声                                          |
| シュリ                         | ミリー・アヴィタル         | 原語音声                   | 原語音声                                          |
| カスフ                         | エリック・アヴァリ         | 原語音声                   | 原語音声                                          |
| ウエスト将軍                   | レオン・リッピー           | 岡部政明                   | 阪脩                                              |
| コワルスキー中佐               | ジョン・ディール           | 石塚運昇                   | 谷口節                                            |
| フェレッティ中佐               | フレンチ・スチュワート     | 中村秀利                   | 大塚明夫                                          |
| ブラウン上級空兵               | デレク・ウェブスター       | 真地勇志                   | 星野充昭                                          |
| バーバラ・ショア博士           | レエ・アレン               | 磯辺万沙子                 | 片岡富枝                                          |
| ゲイリー・メイヤーズ博士       | リチャード・カインド       | 神谷和夫                   | 桜井敏治                                          |
| ポール・ラングフォード教授     | エリック・ホランド         | 伊井篤史                   | 伊井篤史                                          |
| ジェニー                       | リー・テイラー＝アラン     | 住友七絵                   | 水谷優子                                          |
| 男性技師                       | ジョージ・グレイ           |                            | 大滝進矢                                          |
| テイラー                       | ニック・ワイルダー         | 真地勇志                   | 相沢正輝                                          |
| サイード                       | サイード・バッドレヤ       |                            | 堀之紀                                            |
| その他                         | N/A                        | 吉川虎範 河合義雄 宮田浩徳 | 本間ゆかり 安井邦彦                               |
| 日本語版制作スタッフ           |                            |                            |                                                   |
| 演出                           | 演出                       | 中野洋志                   | 岡本知                                            |
| 翻訳                           | 翻訳                       | 新村一成                   | 栗原とみ子                                        |
| 調整                           | 調整                       |                            | 飯塚秀保                                          |
| 効果                           | 効果                       |                            | VOX                                               |
| 制作                           | 制作                       | ACクリエイト               | グロービジョン                                    |
| 初回放送                       | 初回放送                   | N/A                        | 1996年11月16日 『ゴールデン洋画劇場』 21:00-22:54 |

※日本語吹替は上記の他に機内上映版が存在しており、Amazonプライムで配信されている。
- 2025年2月7日発売のディレクターズ・カット版DVD・BDには、ソフト版とフジテレビ版の吹替音声を収録。ディレクターズ・カット版にしか存在しない部分はオリジナル音声・日本語字幕で対応[6]。

## 関連作品
本作のスーパーファミコン版は1995年に発売された。
メガドライブ版は1995年に欧米で発売された。一方、日本では1995年5月26日に『スターゲイト』としてアクレイムジャパンから発売が予定されていた。

## 評価
レビュー・アグリゲーターのRotten Tomatoesでは47件のレビューで支持率は53%、平均点は5.40/10となった。Metacriticでは17件のレビューを基に加重平均値が42/100となった。

## 関連事項
- この作品は、初めてWebサイトを公開した映画作品だったといわれる。
- 映画版のオニールの綴りはJack O'Neilと最後のLが1つであるが、テレビシリーズではJack O'NeillとLが2つある。これについてはテレビシリーズの劇中でも、オニール役のリチャード・ディーン・アンダーソンがジョークでセリフとして何度か語っている。
- 映画『インデペンデンス・デイ』のノベライズ版では、本作に登場するダニエル・ジャクソン博士がスターゲイト作戦に参加する以前、エリア51でエイリアンの文字を研究していたという記述がある。
- テレビ版の当初のオープニングシーンは、ミイラのマスク、テロップ、音楽など映画版のスタイルを踏襲している。
- スペシャルエディション（ディレクターズカット）版DVDオーディオコメンタリー
  - 先のジェイ・デビッドソンの騒動を裏付けるように、監督のエメリッヒと脚本のデヴリンが「彼については山ほど裏話があるけど、法的理由で控える」とも話している。
  - エメリッヒは「僕たちの作品とテレビシリーズは関係ない」と冗談めかして語っている。また、「映画制作にあたっては、異星人と地球人が簡単に会話するようなシチュエーションはできる限り排除した」とも語っている。
  - 映画のラストで「いい役柄をテレビシリーズでは殺してしまった」「犠牲者は?」「フェレッティだ、初回に死んだ」等と話している。